# 上海文化广播影视集团 (2014年之前)
上海文化广播影视集团（英語：Shanghai Media & Entertainment Group，简称“文广集团”或）是一家总部位于中国上海的一个新闻文化集团，于2001年4月19日成立。该集团以经营文化广播影视、旅游、宾馆、演出、会展等产业为主，乃现今中国大陆资金与实力最雄厚的两大传媒巨头之一，与中国中央电视台并称。
2014年3月31日，上海文化广播影视集团（大文广，SMEG）的事业单位建制被撤销，改制设立国有独资上海文化广播影视集团有限公司（新的SMG）；上海东方传媒集团有限公司（小文广，原SMG）也以国有股权划转方式与上海文化广播影视集团有限公司实施整合。

## 集团架构
文广集团被撤销前共辖有9个单位：上海广播电视台、上海东方传媒（集团）有限公司、上海电影（集团）公司、上海东方明珠新媒体股份有限公司、上海文广演艺中心、上海文广科技发展有限公司、上海文广实业有限公司、上海文广集团大型活动办公室、STR国际（集团）公司以及上海电影资料馆。
大文广的事业单位建制被撤销后，旗下的上海电影（集团）有限公司和上海东方网股份有限公司将独立运营并谋求IPO上市，而承担政府职能的上海国际影视节中心、上海电影资料馆则由上海市文化广播影视管理局主办，其他事业单位则均划归予上海广播电视台，其他企业则划归新设立的上海文化广播影视集团有限公司。
- 上海广播电视台、上海东方传媒集团有限公司
  - 百视通新媒体股份有限公司（後併入上海东方明珠新媒体股份有限公司）
- 上海电影（集团）有限公司
  - 上海电影制片厂
  - 上海美术电影制片厂
  - 上海电影译制厂
  - 上海科学教育电影制片厂
  - 上海电影技术厂
  - 上海联和电影院线
  - 上海东方影视发行公司
  - 上海东方电影频道
  - 上海影视乐园
  - 上海美术设计公司
  - 银星皇冠假日酒店
- 东方网
- 上海广播电影电视发展有限公司
- 上海文广演艺（集团）有限公司
- 上海文广实业有限公司
- 上海电视广播集团有限公司
- 上海文广集团国际大型活动办公室
- 上海电影资料馆
- 天天新报
- 上海精文置业（集团）有限公司

## 组织活动
文广集团每年都会举办上海电视节、上海国际电影节以及上海之春国际音乐节等。